# Omnibus-Verkehr Aalen
Die OVA Omnibus-Verkehr Aalen Dipl.-Ing. Rau GmbH + Co. KG betreibt den Stadtverkehr in Aalen sowie Überlandlinien in Bopfingen und Umgebung.

## Geschichte
Am 21. Mai 1927 wurde eine Omnibuslinie von Unterkochen über Aalen nach Wasseralfingen eingerichtet. Nachdem deren Betreibergesellschaft 1931 in Konkurs gegangen war, übernahm Max Rau den Betrieb der Linie. Nach Kriegsende und Raus Tod im Jahr 1945 nahm seine Familie den Omnibusverkehr mit zwei von ehemals neun Bussen wieder auf.
Das Liniennetz wurde ausgebaut und ab 1952 bot man zusätzlich auch Ausflugsfahrten an.
Friedel Rau, Max Raus Sohn, übernahm 1961 die Geschäftsleitung. Er war von 1972 bis 1997 Vorsitzender des WBO, von 1974 bis 1986 Vorsitzender der GBK und von 1981 bis 1995 Präsident des BDO.
Nach der Übernahme der Firmen Kauffmann und Götz sowie deren Linien entstand 1977 in Bopfingen der zweite Betriebshof der OVA. 1984 kam dort durch die Übernahme der Firma Weizmann&Schick die Linie Lauchheim-Lippach hinzu.
Mit der Gründung der Tochtergesellschaft OVA+REISEN GmbH im Jahr 1989 baute die OVA ihr Angebot an Busreisen weiter aus.
1989 tritt Ulrich Rau, Sohn von Friedel und Henriette Rau, in die Firma OVA ein. Seit 2005 ist er im WBO-Vorstand Referent für ÖPNV.
Ulrichs Bruder Peter Rau tritt 2000 in die Firma OVA ein.
Im Jahr 2007 ist OVA Gründungsmitglied von OstalbMobil, der Tarifkooperation für den ganzen Ostalbkreis.

## Linien
OVA betreibt im Stadtgebiet Aalen 40, im Stadtgebiet Bopfingen 9 Buslinien.

## Fuhrpark

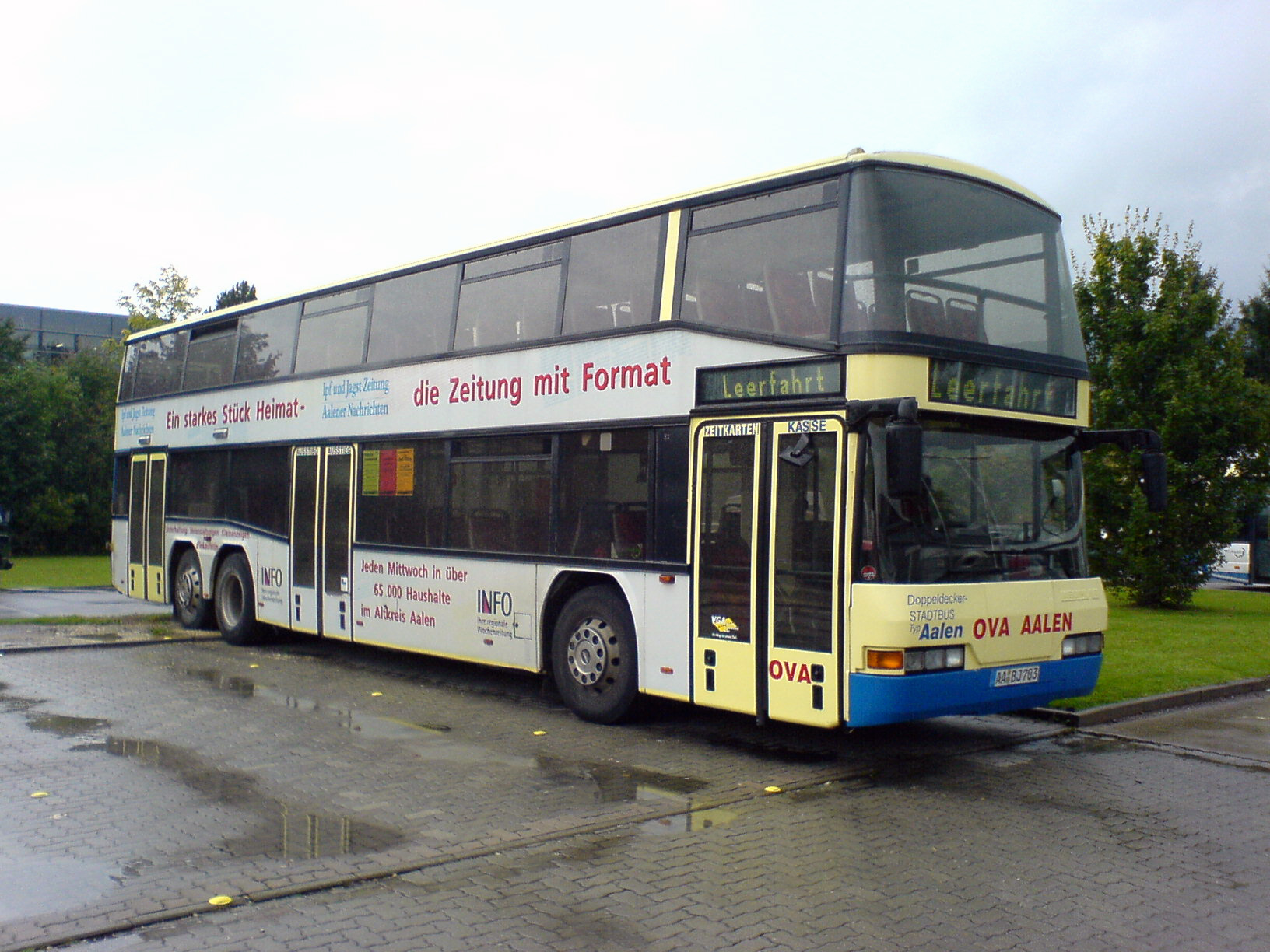
Doppeldeckerbus der OVA

Mit den 1966 eingeführten Doppeldeckerbussen besaß die OVA die damals größten Linienbusse Europas. Aalen gehörte neben Berlin und Lübeck über Jahrzehnte zu den einzigen drei deutschen Städten, in denen viele Doppeldecker im Linienverkehr eingesetzt wurden.
Der Hersteller Neoplan entwickelte 1996 gemeinsam mit der OVA den „Typ Aalen“ (N 4026/3 L), von dem elf Exemplare ausgeliefert wurden. Die Doppeldecker sind 13,7 Meter lang und verfügen über 102 Sitzplätze. Seit Mai 2011 sind die ersten der neuen, von der OVA in Zusammenarbeit mit Viseon entwickelten Doppeldeckerbusse „Typ Aalen 2“ im Einsatz. Sie verfügen über 95 Sitzplätze und über einen 400 PS starken 6-Zylinder-Motor von MAN.
Seit 2000 beschafft die OVA auch Standard-Niederflurbusse, den Citaro von Mercedes-Benz, seit 2007 auch 12 Busse des Typs OmniLink von Scania – davon 7 Fahrzeuge als Dreiachser mit einer Länge von 13,7 m und einer Zulassung für 115 Fahrgäste. Zum OVA-Fuhrpark gehört seit 2009 auch ein CapaCity-Gelenkbus.
Ein alter englischer roter Bristol-Lodekka-Doppeldecker, Baujahr 1968, befindet sich auch im Besitz der OVA.
Da dieser ein Rechtslenker ist, wird er nicht im Linienverkehr eingesetzt.
Der zweite Oldtimer-Bus – ebenfalls ein Rechtslenker – ist ein „Saurer 2SC“ Reisebus aus dem Jahr 1956 mit elektrischem Faltschiebedach und Dachrandverglasung.